# Matthias Hviid
 Der er for få eller ingen kildehenvisninger i denne artikel, hvilket er et problem. Du kan hjælpe ved at angive troværdige kilder til de påstande, som fremføres i artiklen.

Matthias Hviid (født 15. april 1703 i Baarse ved Vordingborg, død 11. marts 1759) var en dansk præst, søn af birkedommer Jens Hviid og Anna, født Kohl, far til Andreas Christian Hviid.
Hviid deponerede 1722 fra Københavns Skole, tog teologisk attestats 1724 og blev 1725 adjunkt ved den hollandske menighed på Amager, hvilket embede han dog først tiltrådte efter at have rejst 2 år i udlandet. Fra denne beskedne stilling sprang han 1735, 32 år gammel, til at blive Holmens Provst; det næste år blev han konsistorialråd, 1737 medlem af
Kirkeinspektionen og fik 1756 rang med biskopper. I 1732 ægtede han Karen Fjelsted, datter af justitsråd og stadthauptmand Michael Fjeldsted i København.
Hviid har, skriver Ludvig Koch i Dansk biografisk Lexikon, "næppe været i Besiddelse af nogen særegen Duelighed, der kunde retfærdiggjøre, at han fik en saa høj Stilling. Men han var en ivrig Pietist, og han var blevet Hofpræst Bluhmes haandgangne Mand; denne brugte ham til at udføre forskjellige Hverv, naar han selv, der ikke gjærne vilde træde for meget frem, ønskede at holde sig i Baggrunden. Hvor vi se H. optræde, er det som Pietisternes Beskytter og de orthodoxes Modstander." Han bevirkede 1737, at to studenter, brødrene Støttrup, der som sværmere var satte i Citadellet, fritogs for at arbejde i smedjen.
Året efter, "i Forfølgelsens Tid", sad han i den kommission, der fældte så stræng en dom over præsten Hans Mossin. I Kirkeinspektionen holdt han, Hojer og Bluhme sammen; de afgjorde, siger biskop Hersleb, sagerne forud, så de andre medlemmer intet havde at sige. Koch fortæller: "Den Indflydelse, H. her havde opnaaet, synes ogsaa at være steget ham til Hovedet. Da Hersleb skulde være Biskop paa Sjælland, og det blev sagt, at han havde holdt Stræng Orden i Christiania Stift, skal H. have sagt: «Ja lad ham kun komme! Vi skal i Kirkeinspektionen nok holde ham saa varm, at han ikke mange Spring skal gjøre.»"